# أيوليدا بلسنيرية
أيوليدا بلسنيرية (الاسم العلمي: Aeolidia pelseneeri) هي نوع غير مؤكد من الحيوانات تتبع جنس الأيوليدا من الفصيلة الأيوليدية.